# 伊瓦爾迪的兒子們
伊瓦爾迪的兒子們（古諾斯語：Ívaldasynir）是北欧神话中的一群矮人，他们幫弗雷制造了名為斯基德普拉特尼的輪船、幫奥丁製造了名為冈格尼尔的槍，還为希芙制作了金发。 這些東西做出來後，洛基還和布洛克打賭，表示布洛克的兄弟一定做不出這些東西來。